# Hysteropezizella
Hysteropezizella is een geslacht van schimmels uit de orde Dermateaceae. De familie is nog niet met zekerheid bepaald (incertae sedis). De typesoort is Hysteropezizella subvelata.

## Soorten
Volgens Index Fungorum telt het geslacht 26 soorten (peildatum maart 2022):
| Soortnaam                     | Auteur(s)                     | Publicatiejaar |
| ----------------------------- | ----------------------------- | -------------- |
| Hysteropezizella andropogonis | (Berk. & M.A. Curtis) Nannf.  | 1932           |
| Hysteropezizella caricis      | (Peck) Syd.                   | 1921           |
| Hysteropezizella dianellae    | Dennis                        | 1958           |
| Hysteropezizella diminuens    | (P. Karst.) Nannf.            | 1932           |
| Hysteropezizella festucae     | Dennis                        | 1968           |
| Hysteropezizella foecunda     | (W. Phillips) Nannf.          | 1936           |
| Hysteropezizella fuscella     | (P. Karst.) Nannf.            | 1932           |
| Hysteropezizella glacialis    | (Rehm) Nannf.                 | 1932           |
| Hysteropezizella glumicola    | Dennis                        | 1968           |
| Hysteropezizella hebridensis  | Graddon                       | 1977           |
| Hysteropezizella holmii       | Svrček                        | 1990           |
| Hysteropezizella ignobilis    | (P. Karst.) Lind              | 1934           |
| Hysteropezizella lamyi        | (Mont.) Nannf.                | 1932           |
| Hysteropezizella leporinae    | Nannf.                        | 1932           |
| Hysteropezizella lyngei       | (Lind) Nannf.                 | 1932           |
| Hysteropezizella magellanica  | (Speg.) Gamundí               | 1980           |
| Hysteropezizella multipuncta  | (Peck) Nannf.                 | 1932           |
| Hysteropezizella phragmitina  | (P. Karst. & Starbäck) Nannf. | 1932           |
| Hysteropezizella prahliana    | (Jaap) Nannf.                 | 1932           |
| Hysteropezizella pusilla      | (Lib.) Nannf.                 | 1932           |
| Hysteropezizella pyrenaica    | Nannf.                        | 1932           |
| Hysteropezizella rehmii       | (Jaap) Nannf.                 | 1932           |
| Hysteropezizella subvelata    | (Rehm) Höhn.                  | 1917           |
| Hysteropezizella tetraspora   | (Rehm) Défago                 | 1968           |
| Hysteropezizella typhae       | (Syd.) Nannf.                 | 1932           |
| Hysteropezizella valesiaca    | Défago                        | 1968           |